# 七夕神社

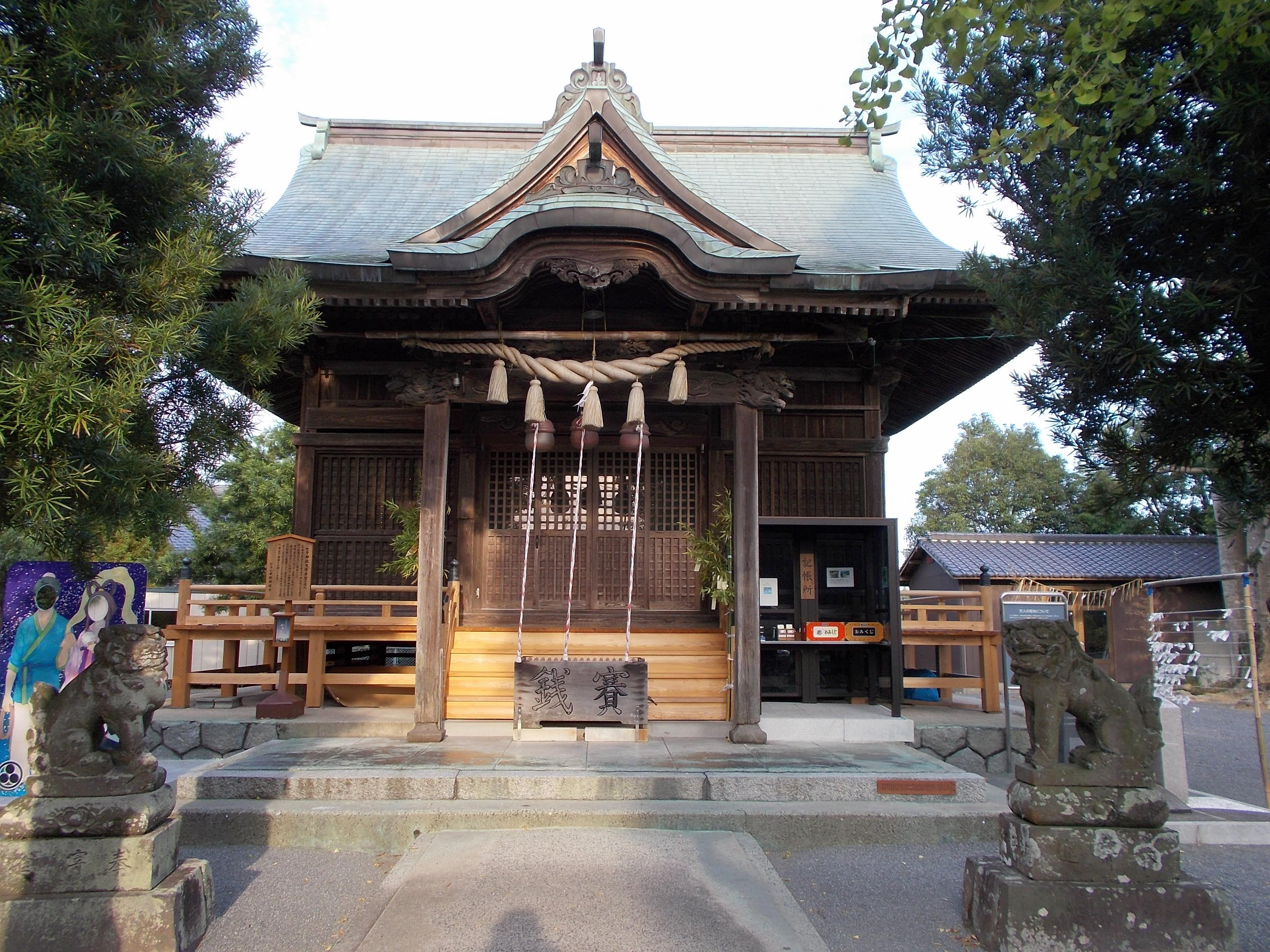
七夕神社の拝殿

七夕神社（たなばたじんじゃ）は、福岡県小郡市の神社。旧郷社　正式名称は、媛社神社。

## 祭神
- 栲幡千千姫命（たくはたちぢひめのみこと）織姫
- 天火明命（あめのほあかりのみこと）　      織姫の長男
- 高皇産霊尊（たかみむすびのみこと）天帝　織姫の父
- 宗像神　(むなかたのかみ) 道主神　道の神様

## 由緒
創建時期は不明。天平期730年代の成立と言われる『肥前国風土記』に小郡の大崎の土地に七夕の神様が祀られるようになった経緯が昔話として載っている。
『肥前国風土記』基肄郡　姫社の郷の項に
姫社の郷　この郷の中に川がある。名を山道（やまじ）川という。その源は郡の北の山(基山)から出て、南に流れて御井の大川(筑後川)とであっている。昔、この川の西に荒ぶる神がいて、路行く人の多くが殺害され、死ぬ者が半分、死を免れる者が半分という具合であった。そこでこの神がどうして祟るのかそのわけを占って尋ねると、そのト占のしめすところでは、「筑前の国宗像の郡の人、珂是古（かぜこ）にわが社を祭らせよ。もしこの願いがかなえられれば祟らない」とお告げがありました。宗像の珂是古が幡を捧げて「私に祀ってほしいならこの幡よ順風に飛んで祈る神の辺りに落ちよ」と祈祷し、幡を飛ばして占ってみると御原の郡の姫社の杜（七夕神社）に落ち、また還り飛んで山道川の辺りに落ちました（姫古曽神社）。その夜に、夢に機織り道具が回りながら出てきて珂是古を押さえ、そこで祟る神様が女神様で有ることがわかり神社を建てて祀った、とあります。
近年、日本各地の七夕のイベントで掲げた短冊が送られていて七夕の御祈願や短冊を神前に供え焚きあげている。
川の対岸には、菅原道真公と牽牛神の天忍穗耳尊（あめのおしほみみのみこと）を祭る老松神社がある

## 神事
- 1月1日 元旦祭
- 7月7日 御願立祭
- 8月6日 神輿巡幸
- 8月7日 七夕大祭　獅子祓
- 8月8日 七夕短冊焚上祭
- 10月第1土曜日　御願成就祭

## 所在地
- 福岡県小郡市大崎1番地

## 交通アクセス
- 甘木鉄道甘木線大板井駅より徒歩20分（1.7km）。
- マイカーの場合、大分自動車道筑後小郡インターチェンジより5.1㎞、長崎自動車道鳥栖インターチェンジより3.9km、九州自動車道小郡鳥栖南スマートインターチェンジより3.3㎞。